# Hodal
Hodal là một thành phố và là nơi đặt ủy ban đô thị (municipal committee) của quận Faridabad thuộc bang Haryana, Ấn Độ.

## Địa lý
Hodal có vị trí 27°54′B 77°22′Đ / 27,9°B 77,37°Đ Nó có độ cao trung bình là 190 mét (623 feet).

## Nhân khẩu
Theo điều tra dân số năm 2001 của Ấn Độ, Hodal có dân số 38.306 người. Phái nam chiếm 53% tổng số dân và phái nữ chiếm 47%. Hodal có tỷ lệ 57% biết đọc biết viết, thấp hơn tỷ lệ trung bình toàn quốc là 59,5%: tỷ lệ cho phái nam là 67%, và tỷ lệ cho phái nữ là 46%. Tại Hodal, 18% dân số nhỏ hơn 6 tuổi.